# Jonathan Van Ness
Jonathan McDonald Van Ness (Quincy (Illinois), 28 de março de 1987), comumente referido por suas iniciais, JVN, é um cabeleireiro americano, podcaster, ativista, ator, autor e apresentador de televisão. Ele é mais conhecido por sua participação como especialista em cuidados pessoais na série da Netflix, Queer Eye, por seu trabalho na série de comédia Gay of Thrones e seu podcast Getting Curious with Jonathan Van Ness.

## Biografia
Jonathan Van Ness nasceu em 28 de março de 1987 em Quincy, Illinois, Estados Unidos. Ele é filho de Mary Winters, vice-presidente da Quincy Media, e Jon Van Ness, que trabalhava em vendas. Sua mãe é um membro da quinta geração da família Oakley, que controla o conglomerado de transmissão e jornal Quincy Media desde a década de 1890.
Sendo abertamente gay durante toda a sua vida, JVN sofreu muito bullying e até ameaças de morte. O ensino fundamental e médio foi um período em que ele foi violentamente intimidado, por ser um "garoto muito extravagante" e não se encaixar na norma. Ele diz: “crescendo, eu definitivamente coloquei cada esmalte, cada salto, cada lenço – eu definitivamente tinha os lenços Hermès da minha mãe no meu cabelo e na minha cintura – essas eram minhas saias, e eu adorava (...) Mas quando eu era muito jovem, eu sofria muito preconceito (do inglês: femme-shamey, gender-shamey) quando me vestia assim. Quando eu brincava com essas coisas, eu sabia que precisava ser... a portas fechadas.” Para lidar com tudo isso, ele utilizou do humor e se apegou a um pequeno grupo de amigos. Anos depois, na década de 2010, Van Ness descobriu-se fora das normas de gênero, sendo não-binário.
Quando ele era mais jovem foi abusado sexualmente por um menino mais velho da igreja, o que criou bases para um comportamento autodestrutivo. Em sua adolescência, ele utilizava de salas de conversação online para socializar, algumas vezes com homens mais velhos em busca de sexo. Ele foi o primeiro líder de torcida masculino na Quincy Senior High School e continuou como líder de torcida na Universidade do Arizona, onde se formou em ciência política. Um mês em seu semestre inicial na faculdade, ele gastou sua mesada mensal de duzentos dólares em cocaína e, com vergonha de pedir dinheiro a seus pais, voltou-se para o trabalho sexual. Seus vícios em sexo e drogas aumentaram para incluir também a metanfetamina. Suas notas caíram e ele perdeu sua bolsa de estudos de animador de torcida. Ele desistiu depois de um semestre para se dedicar a carreira de cabeleireiro.
Van Ness matriculou-se num programa de esteticista da Aveda Institute. Após a conclusão do curso, trabalhou no Arizona por 5 anos, até mudar-se para Los Angeles, Califórnia, em 2009.

## Carreira
Em Los Angeles, Van Ness encontrou um emprego como assistente pessoal no Sally Hershberger Salon. Um dia em 2012, aos 25 anos, ele desmaiou no salão enquanto fazia luzes no cabelo de uma cliente. Mais tarde, em uma clínica, ele descobriu que era HIV positivo. Ele usou a revelação para "ficar limpo" do uso de drogas e compartilhou publicamente sua história, dizendo: "Quero que as pessoas percebam que você nunca está quebrado demais para ser consertado". Atualmente, ele trabalha nos salões MoJoHair e Stile, os dois em Los Angeles, que ele co-fundou com Monique Northrop do Arte Salon em Nova York.

### Mídia
Em 2013, enquanto cuidava do cabelo da amiga Erin Gibson – que trabalhava para o sindicato de comédia Funny or Die – Van Ness foi convidado por Gibson para realizar sua recapitulação de um episódio de Game of Thrones para Funny or Die, que se tornou a série da web Gay of Thrones. Van Ness foi indicado ao Prêmio Primetime Emmy de Melhor Série Curta de Variedades em 2018 por Gay of Thrones.
Desde 2015, Van Ness é o host do podcast semanal Getting Curious com Jonathan Van Ness. Seu podcast fez muito sucesso após a exibição do primeiro episódio de Queer Eye.
Van Ness atualmente estrela como o especialista em cuidados pessoais no reboot Queer Eye na Netflix e como apresentador da série "Jonathan Van Ness Quer Saber", também da "Netflix".

### Livros
Em outubro de 2019 foi publicada a autobiografia de Van Ness, Over the Top: A Raw Journey to Self-Love. O livro ocupa a 7ª posição na lista do NYT best-sellers de não-ficção.
Em 2020, Van Ness lançou um livro ilustrado intitulado Peanut goes for the Gold. A obra conta as aventuras de Peanut, um porquinho-da-índia não-binário, como um prodígio de ginástica rítmica. O personagem foi inspirado no animal de estimação de infância de Jonathan.

## Vida pessoal
Van Ness é não-binário. Embora tenha declarado uma preferência pelo uso dos pronomes ele/dele, ele também usou outros pronomes de forma intercambiável.
Van Ness atualmente trabalha em Los Angeles e Nova York. Ele tem psoríase, uma doença crônica da pele, e aconselha os clientes sobre cuidados com a pele. Em 2019, ele descobriu-se HIV positivo.

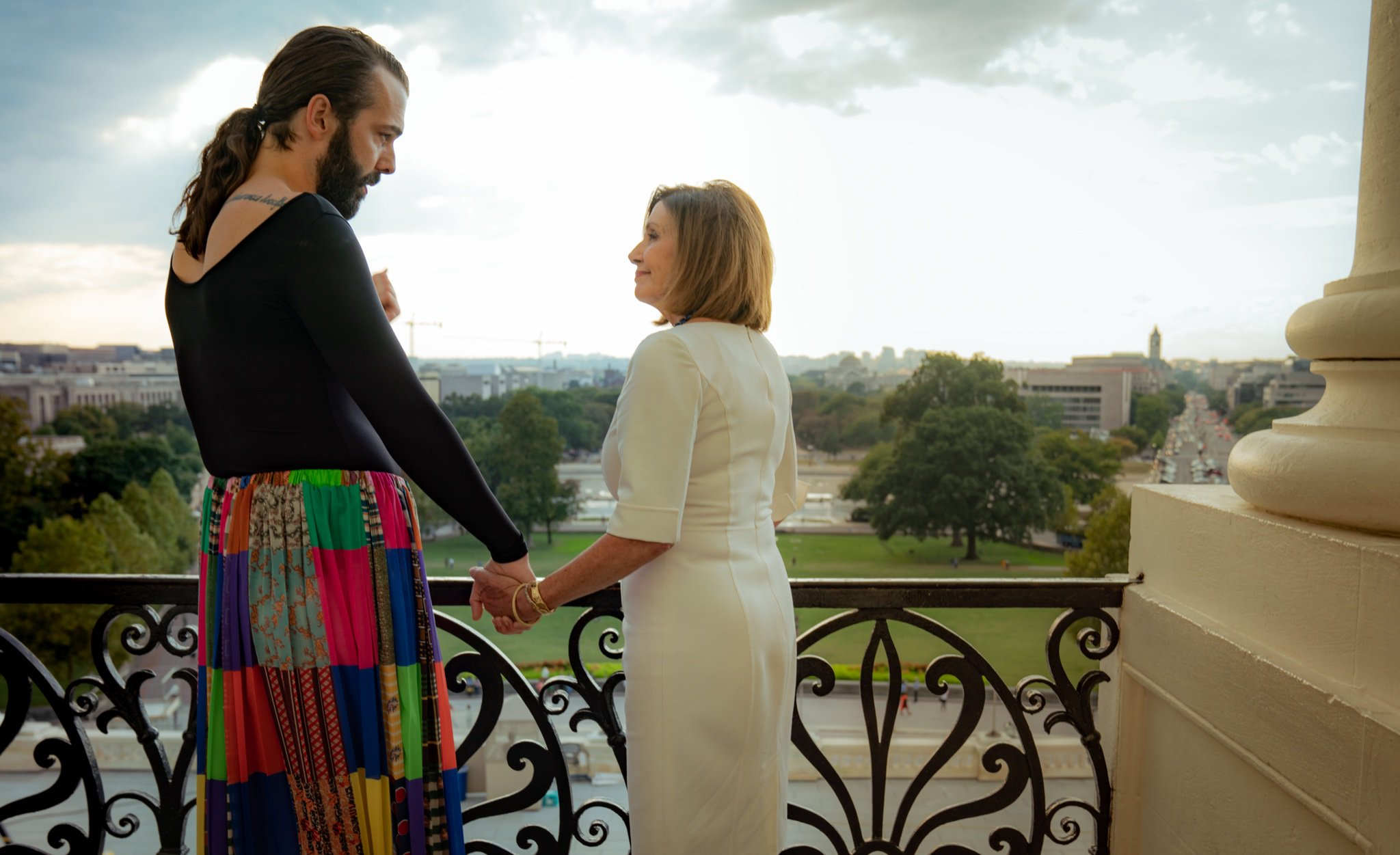
Pelosi e Jonathan Van Ness no Capitólio dos EUA.

Em 4 de abril de 2019, Van Ness, Bobby Berk, Tan France e Antoni Porowski visitaram Nanci Pelosi e Ocasio-Cortez para discutirem acerca da Lei da Igualdade (do inglês: Equality Act), um projeto de lei que adicionaria orientação sexual e identidade de gênero à lista de classes protegidas na Lei dos Direitos Civis de 1964. Em 25 de setembro do mesmo ano, ele anunciou seu endosso de Elizabeth Warren para presidente dos Estados Unidos em 2020 com base no fato de a saúde ser um direito humano.
Em 23 de junho de 2020, Van Ness e o colega de Queer Eye Bobby Berk elogiaram as recentes decisões da Suprema Corte dos EUA que determinaram que a discriminação LGBT nos empregos era uma violação da Lei dos Direitos Civis de 1964. Van Ness descreveu a decisão como "um grande passo na direção certa". No entanto, ambos ainda esperam o Congresso dos Estados Unidos aprovar a o projeto de lei da Igualdade (do inglês: Equality Act) proposta.
Em dezembro de 2020, Van Ness revelou que havia se casado com seu parceiro, Mark Peacock, no início daquele ano.

## Filmografia

### Televisão eweb
| Ano           | Título                          | Papel                     | Notas                                                            |
| ------------- | ------------------------------- | ------------------------- | ---------------------------------------------------------------- |
| 2013–2019     | Gay of Thrones                  | Jonathan                  | Elenco principal, 45 episódios                                   |
| 2014          | I Love the 2000s                | Ele próprio               | Elenco principal, 10 episódios                                   |
| 2018–presente | Queer Eye                       | Ele próprio               | Elenco principal, 47 episódios                                   |
| 2018          | Nailed It!                      | Ele próprio               | Competidor, Episódio: "Bônus: 3, 2, 1... Ainda não está pronto!" |
| 2019          | Big Mouth                       | Ele próprio (voz)         | Episódio: "Assédio sexual: o musical!"                           |
| 2019          | Big City Greens                 | Confident Stylist (voice) | Episódio: "O Estouro do Cricket"                                 |
| 2020          | Sarah Cooper: Everything's Fine | Arianne Zucker            | Especial de TV                                                   |
| 2021          | M.O.D.O.K.                      | Ele próprio (voz)         | Episódio: "This Man... This Makeover!"                           |
| 2021          | I Heart Arlo                    | Furlecia                  | Voz principal                                                    |
| 2022          | Jonathan Van Ness Quer Saber... | Jonathan                  | Elenco principal, 6 episódios                                    |

### Filmes
| Ano  | Título                 | Papel       | Notas                                  |
| ---- | ---------------------- | ----------- | -------------------------------------- |
| 2020 | Miss Americana         | Ele próprio | Dirigido por Lana Wilson               |
| 2021 | Arlo the Alligator Boy | Furlecia    | Voz principal; dirigido por Ryan Crego |

### Clipes musicais
| Ano  | Música                              | Artista(s)                           |
| ---- | ----------------------------------- | ------------------------------------ |
| 2018 | "This Is Me (The Reimagined Remix)" | Keala Settle, Kesha, & Missy Elliott |
| 2019 | "You Need to Calm Down"             | Taylor Swift                         |
| 2020 | "Malibu" (At Home Edition)          | Kim Petras                           |

## Prêmios e homenagens
- 2018, 2019: nomeado no Prêmio Primetime Emmy na categoria Melhor Série de Variedades Curtas (do inglês: Outstanding Short Form Variety Series) por seu trabalho em Gay of Thrones[14][15]
- 2019: ganhador do Prêmio Goodreads Choice na categoria Memoir e Autobiografia por seu livro Over the Top: A Raw Journey to Self-Love[32]
- 2019: ganhador do Prêmio iHeartRadio Podcast na categoria Melhor Podcast LGBTQ  (por seu podcast Getting Curious with Jonathan Van Ness)[33]
- 2019: ganhador do Prêmio Critics Choice na categoria Celebridade Masculina do Ano (do ingês: Male Star of the Year)[34]